# You Can Dance – Po prostu tańcz!
You Can Dance – Po prostu tańcz! – polski program telewizyjny typu talent show oparty na formacie So You Think You Can Dance emitowany w latach 2007–2012, 2015–2016 oraz od 2025 roku na antenie telewizji TVN. Produkcją programu przy sezonach 1–9 zajmowało się przedsiębiorstwo Mastiff Media Polska. Producentem programu ze strony TVN była Ewa Leja, a producentem wykonawczym – Grzegorz Piekarski z Mastiff Media Polska.

## Zasady programu
Konkurs składał się z kilku etapów. Na początku w największych polskich miastach odbywały się precastingi. Udział w programie mogły brać osoby między 16. a 30. rokiem życia. Ich występy na precastingach oceniali producent, reżyser i choreograf programu. Następnie wybrani uczestnicy występowali przed właściwą trzyosobową komisją jurorską, złożoną z zawodowych tancerzy i celebrytów, która na podstawie krótkich układów choreograficznych wyłaniała grupę osób, które przechodzą do następnego etapu (w 1. edycji było to 50 osób, od 2. do 9. zaś po 36 osób). Półfinaliści wyjeżdżali za granicę i przez tydzień udoskonalali technikę tańca pod okiem zawodowych instruktorów i choreografów.
Szesnaście osób (od piątej edycji 14 osób) przechodziło do odcinków na żywo. W pierwszej części każdego wydania na żywo uczestnicy występowali w parach. Tak długo, jak w programie udział biorą minimum cztery pary, jurorzy wskazywali trzy najsłabsze duety. Wybrane sześć osób – kobiety i mężczyźni, niekoniecznie z tej samej pary – prezentowali tańce solowe (tzw. solówki), a o tym, kto odchodzi z programu decydowali widzowie w głosowaniu SMS-owym. Gdy w konkursie zostały trzy pary, każdy uczestnik prezentował tańce solowe.
Do finału przechodziły dwie bądź trzy osoby (w zależności od edycji). Zwycięzcę wybierali widzowie. Nagrodą główną w programie było 100 000 złotych oraz trzymiesięczne stypendium w Broadway Dance Center (edycje 1–6, 8) lub International Dance Academy w Los Angeles (edycja 7).

## Emisja programu
| Edycja | Odcinki      | Sezon       | Premiera        | Finał            | Pora emisji        | Średnia oglądalność |
| ------ | ------------ | ----------- | --------------- | ---------------- | ------------------ | ------------------- |
| 1.     | 1–13 (13)    | jesień 2007 | 5 września 2007 | 2 grudnia 2007   | środa 21.30        | 2,960 mln           |
| 2.     | 14–27 (14)   | wiosna 2008 | 5 marca 2008    | 5 czerwca 2008   | środa 21.30        | 2,999 mln           |
| 3.     | 28–41 (14)   | jesień 2008 | 3 września 2008 | 3 grudnia 2008   | środa 21.30        | 2,765 mln           |
| 4.     | 42–54 (13)   | wiosna 2009 | 4 marca 2009    | 3 czerwca 2009   | środa 21.30        | 2,510 mln           |
| 5.     | 55–67 (13)   | wiosna 2010 | 3 marca 2010    | 2 czerwca 2010   | środa 21.30        | 2,997 mln           |
| 6.     | 68–81 (14)   | wiosna 2011 | 2 marca 2011    | 1 czerwca 2011   | środa 21.30        | 2,687 mln           |
| 7.     | 82–95 (14)   | wiosna 2012 | 7 marca 2012    | 6 czerwca 2012   | środa 21.30        | 2,548 mln           |
| 8.     | 96–109 (14)  | wiosna 2015 | 2 marca 2015    | 1 czerwca 2015   | poniedziałek 21.30 | 1,688 mln           |
| 9.     | 110–123 (14) | wiosna 2016 | 17 lutego 2016  | 18 maja 2016     | środa 21.30        | 1,316 mln           |
| 10.    | 124–132 (9)  | wiosna 2025 | 26 lutego 2025  | 23 kwietnia 2025 | środa 20.50/20.55  | 507 tys.            |

## Ekipa

### Prowadzący
| Prowadzący      | TVN | TVN | TVN | TVN | TVN | TVN | TVN | TVN | TVN | TVN |
| Prowadzący      | 1.  | 2.  | 3.  | 4.  | 5.  | 6.  | 7.  | 8.  | 9.  | 10. |
| --------------- | --- | --- | --- | --- | --- | --- | --- | --- | --- | --- |
| Maciej Dowbor   |     |     |     |     |     |     |     |     |     | ●   |
| Patricia Kazadi |     |     |     |     |     | ●   | ●   | ●   | ●   |     |
| Kinga Rusin     | ●   | ●   | ●   | ●   | ●   |     |     |     |     |     |

### Jury
| Juror            | TVN | TVN | TVN | TVN | TVN | TVN | TVN | TVN | TVN | TVN |
| Juror            | 1.  | 2.  | 3.  | 4.  | 5.  | 6.  | 7.  | 8.  | 9.  | 10. |
| ---------------- | --- | --- | --- | --- | --- | --- | --- | --- | --- | --- |
| Bartosz Porczyk  |     |     |     |     |     |     |     |     |     | ●   |
| Mery Spolsky     |     |     |     |     |     |     |     |     |     | ●   |
| Michał Danilczuk |     |     |     |     |     |     |     |     |     | ●   |
| Ryfa Ri          |     |     |     |     |     |     |     |     |     | ●   |
| Ida Nowakowska   |     |     |     |     |     |     |     |     | ●   |     |
| Maciej Florek    |     |     |     |     |     |     |     |     | ●   |     |
| Kinga Rusin      |     |     |     |     |     | ●   | ●   | ●   |     |     |
| Anna Mucha       |     |     |     |     | ●   |     |     |     |     |     |
| Agustin Egurrola | ●   | ●   | ●   | ●   | ●   | ●   | ●   | ●   | ●   |     |
| Michał Piróg     | ●   | ●   | ●   | ●   | ●   | ●   | ●   | ●   | ●   |     |
| Weronika Marczuk | ●   | ●   | ●   | ●   |     |     |     |     |     |     |

### Nauka za granicą
| Edycja | Kraj       | Miasto                 | Choreograf       |
| ------ | ---------- | ---------------------- | ---------------- |
| 1.     | Francja    | Paryż                  | Wade Robson      |
| 2.     | Argentyna  | Buenos Aires           | Marty Kudelka    |
| 3.     | Hiszpania  | Barcelona              | Brian Friedman   |
| 4.     | Portugalia | Lizbona                | Laurieann Gibson |
| 5.     | Izrael     | Tel Awiw-Jafa          | Travis Payne     |
| 6.     | Maroko     | Casablanca             | Tyce Diorio      |
| 7.     | Hiszpania  | Santa Cruz de Tenerife | Tina Landon      |
| 8.     | Hiszpania  | Sewilla                | Nappytabs        |
| 9.     | Malta      | Valletta               | Brian Friedman   |

## Wyniki poszczególnych edycji

### Pierwsza edycja (2007)
Odcinki 1–3 zostały poświęcone relacjom z castingów w największych miastach Polski. Przyznano 50 biletów do Paryża.
Odcinki 4–5 to relacja pobytu uczestników na warsztatach w Paryżu, gdzie uczyli się w czterech grupach różnych stylów tańca oraz wspólnej choreografii (pop-jazz) opracowanej przez Wade’a Robsona (choreografia pochodziła z trzeciej amerykańskiej edycji So You Think You Can Dance – w pierwszym odcinku finałowym tańczyli ją Sara von Gillern i Jesus Solorio, do utworu „Cabaret Hoover” z Les Triplettes de Belleville). Wybrano 16 finalistów.
| Miejsce | Tancerz            |
| ------- | ------------------ |
| 1.      | Maciej Florek      |
| 2.      | Rafał Kamiński     |
| 3.      | Anna Bosak         |
| 4.      | Diana Staniszewska |
| 6.      | Natalia Madejczyk  |
| 6.      | Rafał Kryla        |
| 8.      | Maria Foryś        |
| 8.      | Piotr Gałczyk      |
| 10.     | Ida Nowakowska     |
| 10.     | Błażej Ciszek      |
| 12.     | Agata Bogońska     |
| 12.     | Mariusz Jasuwienas |
| 14.     | Magdalena Góra     |
| 14.     | Zbigniew Karbowski |
| 16.     | Magdalena Choroszy |
| 16.     | Artur Frontczak    |

### Druga edycja (wiosna 2008)
Odcinki 1-4 zostały poświęcone relacjom z castingów w największych miastach Polski – Bytom i Kraków (1 odc.), Gdańsk (2 odc.), Warszawa (odc. 3 i 4). Przyznano 36 biletów do Buenos Aires.
Odcinki 4-5 to relacja pobytu uczestników na warsztatach w Buenos Aires, gdzie uczyli się w czterech grupach różnych stylów tańca oraz wspólnej choreografii. Wybrano 16 finalistów.
| Miejsce | Tancerz              |
| ------- | -------------------- |
| 1.      | Artur Cieciórski     |
| 2.      | Katarzyna Kubalska   |
| 3.      | Kryspin Hermański    |
| 4.      | Anna Radomska        |
| 6.      | Justyna Białowąs     |
| 6.      | Gieorgij Puchalski   |
| 8.      | Aneta Gąsiewicz      |
| 8.      | Kamil Guzy           |
| 10.     | Żaneta Majcher       |
| 10.     | Patryk Rożniecki     |
| 12.     | Katarzyna Kordzińska |
| 12.     | Łukasz Słaniewski    |
| 14.     | Roksana Saniuk       |
| 14.     | Kamil Węsierski      |
| 16.     | Natalia Wojdak       |
| 16.     | Filip Wala           |

### Trzecia edycja (jesień 2008)
Odcinki 1-3 zostały poświęcone relacjom z castingów w największych miastach Polski – Szczecin i Kraków (1 odc.), Wrocław (2 odc.), Warszawa (odc. 3). Przyznano 36 biletów do Barcelony.
Odcinki 4-5 to relacja pobytu uczestników na warsztatach w Barcelonie, gdzie uczyli się w czterech grupach różnych stylów tańca oraz wspólnej choreografii. Wybrano 16 finalistów.
| Miejsce | Tancerz            |
| ------- | ------------------ |
| 1.      | Wioleta Fiuk       |
| 2.      | Gabriel Piotrowski |
| 3.      | Marcin Mroziński   |
| 4.      | Adrianna Kawecka   |
| 6.      | Izabela Orzełowska |
| 6.      | Michał Pawłowski   |
| 8.      | Paulina Jaksim     |
| 8.      | Jakub Mędrzycki    |
| 10.     | Anita Florczak     |
| 10.     | Kamil Czarnecki    |
| 12.     | Justyna Banasiak   |
| 12.     | Tomasz Prządka     |
| 14.     | Klaudia Bryzek     |
| 14.     | Karol Niecikowski  |
| 16.     | Barbara Derkowska  |
| 16.     | Błażej Górski      |

### Czwarta edycja (2009)
Odcinki 1-3 zostały poświęcone relacjom z castingów w największych miastach Polski. Przyznano 36 biletów do Lizbony.
Odcinki 4-5 to relacja pobytu uczestników na warsztatach w Lizbonie. Wybrano 16 finalistów.
| Miejsce | Tancerz            |
| ------- | ------------------ |
| 1.      | Anna Kapera        |
| 2.      | Łukasz Zięba       |
| 4.      | Julia Żytko        |
| 4.      | Piotr Jeznach      |
| 6.      | Klaudia Koruba     |
| 6.      | Paweł Kulik        |
| 8.      | Eliza Kindziuk     |
| 8.      | Jakub Werel        |
| 10.     | Kaja Kudełko       |
| 10.     | Rafał Kabungwe     |
| 12.     | Adrianna Piechówka |
| 12.     | Maksymilian Hać    |
| 14.     | Anna Szymoniak     |
| 14.     | Jurij Żurajew      |
| 16.     | Barbara Zielińska  |
| 16.     | Mieszko Wiśniewski |

### Piąta edycja (2010)
Odcinki 1-4 zostały poświęcone relacjom z castingów w największych miastach Polski. Przyznano 36 biletów do Tel Awiwu-Jafy.
Odcinki 4-5 to relacja z pobytu uczestników na warsztatach w Tel Awiwie, gdzie uczyli się w czterech grupach różnych stylów tańca oraz wspólnej choreografii. Zostało wybranych 14 finalistów.
| Miejsce | Tancerz               |
| ------- | --------------------- |
| 1.      | Jakub Jóźwiak         |
| 2.      | Paulina Figińska      |
| 4.      | Ilona Bekier          |
| 4.      | Tomasz Barański       |
| 6.      | Anna Andrzejewska     |
| 6.      | Aleksander Paliński   |
| 8.      | Leal Zielińska        |
| 8.      | Jakub Piotrowicz      |
| 10.     | Katarzyna Bień        |
| 10.     | Adam Kościelniak      |
| 12.     | Katarzyna Mieczkowska |
| 12.     | Bartosz Woszczyński   |
| 14.     | Ewa Bielak            |
| 14.     | Sebastian Piotrowicz  |

### Szósta edycja (2011)
Odcinki 1-4 zostały poświęcone relacjom z castingów w największych miastach Polski – Gdańsk (1 odc.), Kraków i Lublin (2 odc.), Wrocław (3 odc.), Warszawa (4 odc.). Przyznano 36 biletów do Casablanci
Odcinki 5-6 to relacja pobytu uczestników na warsztatach w Casablance. Wybrano 14 finalistów.
Telewizja TVN zaczęła emitować tę edycję od 2 marca 2011. Od tej edycji w jury miejsce Anny Muchy zajmuje Kinga Rusin, natomiast prowadzącą jest Patricia Kazadi.
| Miejsce | Tancerz               |
| ------- | --------------------- |
| 1.      | Dominik Olechowski    |
| 2.      | Paulina Przestrzelska |
| 4.      | Anna Tarnowska        |
| 4.      | Sebastian Piotrowicz  |
| 6.      | Masza Triputsen       |
| 6.      | Michał Maciejewski    |
| 8.      | Alisa Floryńska       |
| 8.      | Jakub Pursa           |
| 10.     | Agnieszka Szewczyk    |
| 10.     | Adrian Wilczko        |
| 12.     | Anna Tomczak          |
| 12.     | Paweł Tolak           |
| 14.     | Magdalena Wójcik      |
| 14.     | Dariusz Bujnowski     |

### Siódma edycja (2012)
Emisja siódmej edycji programu rozpoczęła się 7 marca 2012. Castingi do programu rozpoczęły się 11 grudnia 2011 w Krakowie. Kolejne odbyły się w Gdańsku, Lublinie, Szczecinie i Warszawie. Ekipa programu pozostała bez zmian. 36 osób wyjechało na warsztaty.
| Miejsce | Tancerz                   |
| ------- | ------------------------- |
| 1.      | Brian Poniatowski         |
| 2.      | Anna Matlewska            |
| 4.      | Magdalena Zwierzyńska     |
| 4.      | Igor Leonik               |
| 6.      | Joanna Zwierzyńska        |
| 6.      | Bartosz Wilniewicz        |
| 8.      | Kinga Mucha               |
| 8.      | Stanisław Korotyński      |
| 10.     | Karolina Dziemieszkiewicz |
| 10.     | Mateusz Sobecko           |
| 12.     | Martyna Andrzejczak       |
| 12.     | Jakub Frydrychewicz       |
| 14.     | Sarah Kuklinski           |
| 14.     | Sebastian Mazur           |

### Ósma edycja (2015)
| Miejsce | Tancerz              |
| ------- | -------------------- |
| 1.      | Mateusz Sobecko      |
| 2.      | Natalia Gap          |
| 4.      | Klaudia Sadło        |
| 4.      | Michał Przybyła      |
| 6.      | Agata Stachowiak     |
| 6.      | Hubert Kozłowski     |
| 8.      | Sara Janicka         |
| 8.      | Artur Golec          |
| 10.     | Paulina Kubicka      |
| 10.     | Włodzimierz Kołobycz |
| 12.     | Ernestina Papazyan   |
| 12.     | Mikołaj Strzyż       |
| 14.     | Monika Radziszewska  |
| 14.     | Patryk Brdej         |

### Dziewiąta edycja (2016)
| Miejsce | Tancerz              |
| ------- | -------------------- |
| 1.      | Stefano Silvino      |
| 2.      | Aleksandra Borkowska |
| 4.      | Hanna Szychowicz     |
| 4.      | Joachim Uetake       |
| 6.      | Anna Dowganowska     |
| 6.      | Michał Kalcowski     |
| 8.      | Klaudia Antos        |
| 8.      | Nader Hasnaoui       |
| 10.     | Julia Adamczyk       |
| 10.     | Bartosz Wójcik       |
| 12.     | Maja Bratus          |
| 12.     | Artur Kuriata        |
| 14.     | Paulina Wiszowata    |
| 14.     | Łukasz Józefowicz    |

### Dziesiąta edycja (2025)
| Miejsce | Tancerz                   |
| ------- | ------------------------- |
| 1.      | Krystian Rzymkiewicz      |
| 2.      | Ida Kurowska              |
| 3.      | Angelika Villanueva       |
| 4.      | Szymon Pacholec           |
| 6.      | Sylwia Grabczyńska        |
| 6.      | Katarzyna Borkowska       |
| 8.      | Jan Dusiński              |
| 8.      | Aleksandra Romanowska     |
| 10.     | Krzysztof Wróblewski      |
| 10.     | Adam Soroczyński          |
| 12.     | Mercedes Szulen           |
| 12.     | Anna Orkisz               |
| 14.     | Bartosz Zawiska           |
| 14.     | Nikola Radziwoniuk        |
| 17.     | Klaudia Grabczyńska       |
| 17.     | Joanna Markiewicz- Wójcik |
| 17.     | Emilia Pondo              |

## Widowiska specjalne
Po prostu taniec
9 grudnia 2007 ukazał się odcinek pt. Po prostu taniec, w którym wystąpiły pary stworzone z celebrytów uczestniczących w programie Taniec z gwiazdami i tancerzy z You Can Dance – Po prostu tańcz!: Anna Guzik i Rafał Kamiński, Mateusz Damięcki i Anna Bosak, Justyna Steczkowska i Maciej Florek oraz Rafał Bryndal i Diana Staniszewska. Każda z par zaprezentowała po dwa pokazy konkursowe (wybrany taniec towarzyski i taniec nowoczesny), które ocenili: Piotr Galiński, Iwona Pavlović, Agustin Egurrola i Michał Piróg. Program poprowadzili Katarzyna Skrzynecka, Piotr Gąsowski i Kinga Rusin. Decyzją widzów, w odcinku zwyciężyli Guzik i Kamiński.
Po prostu tańcz z gwiazdami... i pobij Rekord Guinnessa
31 sierpnia 2008 na Rynku Głównym w Krakowie odbyło się widowisko pt. Po prostu tańcz z gwiazdami!, podczas którego podjęto próbę pobicia rekordu Guinnessa w jak największej liczbie jednocześnie tańczących par. Uczestnicy wydarzenia zatańczyli choreografię cha-chy ułożoną przez Agustina Egurrolę i Iwonę Pavlović, którzy poprowadzili program razem z Kingą Rusin, Piotrem Gąsowskim, Magdą Mołek i Andrzejem Sołtysikiem. Rekord został ustanowiony – zatańczyło 1635 par. W biciu rekordu wzięli udział m.in. uczestnicy You Can Dance: Maciej Florek, Artur Cieciórski, Gieorgij Puchalski, Anna Radomska, Katarzyna Kubalska, Justyna Białowąs, Ida Nowakowska, Maria Foryś, Mariusz Jasuwienias i Piotr Gałczyk.
Po prostu bitwa
Program Po prostu bitwa odbył się 5 czerwca 2010 na rynku w Białymstoku. Podczas castingów zostało wybranych 24 tancerzy – 12 kobiet w drużynie Anny Muchy (Aleksandra Chaberska, Agnieszka Miś, Magdalena Tyburska, Ewelina Tomaszewicz, Patrycja Kozłowska, Dominika Semeniuk, Maja Krajewska, Luiza Smagowska, Joanna Kolk, Nicol Kupper, Sylwia Murdzek, Joanna Sokół) i 12 mężczyzn w grupie Michała Piróga (Damian Lipiński, Mateusz Adamczyk, Jakub Kolasa, Łukasz Kosicki, Maciej Kosicki, Mieszko Nagaj, Rafał Roczniak, Kamil Rybiński, Mateusz Włoch, Rafał Szłyk, Kajetan Luteracki, Jakub Kornalski). Grupy te walczyły ze sobą wykonując trzy tańce – hip-hop, taniec współczesny i jazz. Każda grupa posiadała swoich choreografów, a występy oceniali jurorzy: Katarzyna Skrzynecka, Piotr Gąsowski i Joanna Chitruszko. Odbywały się też warsztaty taneczne. Podczas odcinka wystąpili tancerze piątej edycji, a także Agnieszka Chylińska i Afromental. Zwyciężyła grupa Michała Piróga, zdobywszy 57% głosów widzów.
Taniec kontra dance: Pojedynek na style
11 czerwca 2011 na Rynku Kościuszki w Białymstoku odbył się pokaz taneczny pt. „Taniec kontra dance – pojedynek na style”, w którym brali udział tancerze z programów You Can Dance – Po prostu tańcz i Taniec z gwiazdami, a ich występy ocenili: Michał Piróg, Maja Sablewska i Piotr Galiński. W drużynie You Can Dance zatańczyli: Patricia Kazadi (liderka grupy), Ilona Bekier, Ada Kawecka, Klaudia Koruba, Anna Kapera, Maria Foryś, Leal Zielińska, Marcin Mroziński, Karol Niecikowski, Tomasz Prządka, Adam Kościelniak, Aleksander Paliński i Rafał Kamiński. Program poprowadził Piotr Gąsowski, a w trakcie przerw zaśpiewali uczestnicy programu X Factor (Ada Szulc, William Malcolm i Michał Szpak) oraz zatańczyli finaliści szóstej edycji You Can Dance – Po prostu tańcz.

## You Can Dance – Nowa generacja
Po kilku latach po zakończeniu emisji programu format powrócił w odmianie zakładającej udział tancerzy w wieku ok. 8–13 lat (So You Think You Can Dance: The Next Generation), tym razem na anteny Telewizji Polskiej. Powstały dwie edycje programu:
1. nadawana w sezonie jesiennym 2021 roku, w której jurorami byli Agustin Egurrola, Michał Kostrzewski i Klaudia Antos, a prowadzącymi Ida Nowakowska i Roksana Węgiel;
2. nadawana w sezonie zimowym (i częściowo wiosennym) 2023 roku, w której jurorami byli Agustin Egurrola, Ida Nowakowska i Katarzyna Cichopek, a prowadzącymi Edyta Herbuś i Aleksander Sikora.